# Acrobacia F3A
A acrobacia F3A é uma disciplina dentro do campo do aeromodelismo. Basicamente, consiste em desenhar imagens previamente descritas num padrão de acrobacias. A acrobacia F3A é praticada em diversos países do mundo, desde a América do Sul até a Europa.